# Lluís Cabanach
Lluís Cabanach Padrosa (Barcelona, 26 de Gener 1949 - 24 de maig de 2018) va ser un guitarrista català de guitarra elèctrica conegut com a Luigi.
Al costat de Josep Maria París, Max Sunyer, Emili Baleriola o Miguel Ángel Núñez, va ser un pioner de la guitarra elèctrica sobretot a finals de la dècada de 1960 i la dècada de 1970. Va tocar al grup de rock progressiu Máquina! amb Jordi Batiste i Enric Herrera, amb qui gravà l'LP Why? el 1970. El 1973 va formar part del Grup Arrels i després participà en l'Orquestra Mirasol el 1975 i Música Urbana, amb Joan Albert Amargós i Lucky Guri, el 1976. Participà en la gravació del disc Canticel amb poemes de Josep Carner de Guillermina Motta el 1976, la banda sonora de la pel·lícula Tatuaje de Bigas Luna de 1978, que va ser la primera adaptació del personatge de Pepe Carvalho de Manuel Vázquez Montalbán.
Després d'estudiar flamenc el 1977 a Granada i Sevilla va fer una gira amb Joan Manuel Serrat i després va participar amb la guitarra flamenca als primers discos de Gato Pérez. En concret, a 'Cara bruta' (1978) i 'Romesco' (1979). A la dècada de 1980 es dedicà principalment a la docència fins que el 1987 va fer el disc 'Gavines i dragons' amb Maria del Mar Bonet. El 1988 va fundar el grup Meridiana, on fusionava flamenc i rumba catalana. Un dels seus darrers grups va ser el grup gracienc Kavanak, amb música inspirada per ritmes flamencs i àrabs, rumba i cançó mediterrània d'autor. El 2016 va fer una gira amb Jordi Batiste al Circuit Folc.